# Бенімантель
Бенімантель (валенс. Benimantell, ісп. Benimantell) — муніципалітет в Іспанії, у складі автономної спільноти Валенсія, у провінції Аліканте. Населення — 499 осіб (2022).

## Географія
Муніципалітет розташований на відстані близько 350 км на південний схід від Мадрида, 38 км на північ від Аліканте.

## Демографія
Динаміка населення (INE ):

## Галерея зображень

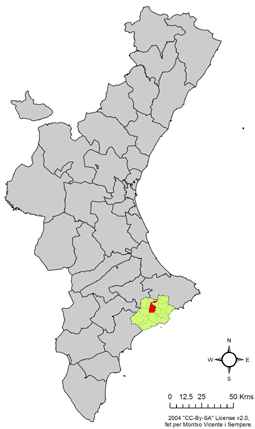
Розташування муніципалітету Бенімантель у автономній спільноті Валенсія
Розташування муніципалітету Бенімантель у комарці Маріна-Баха
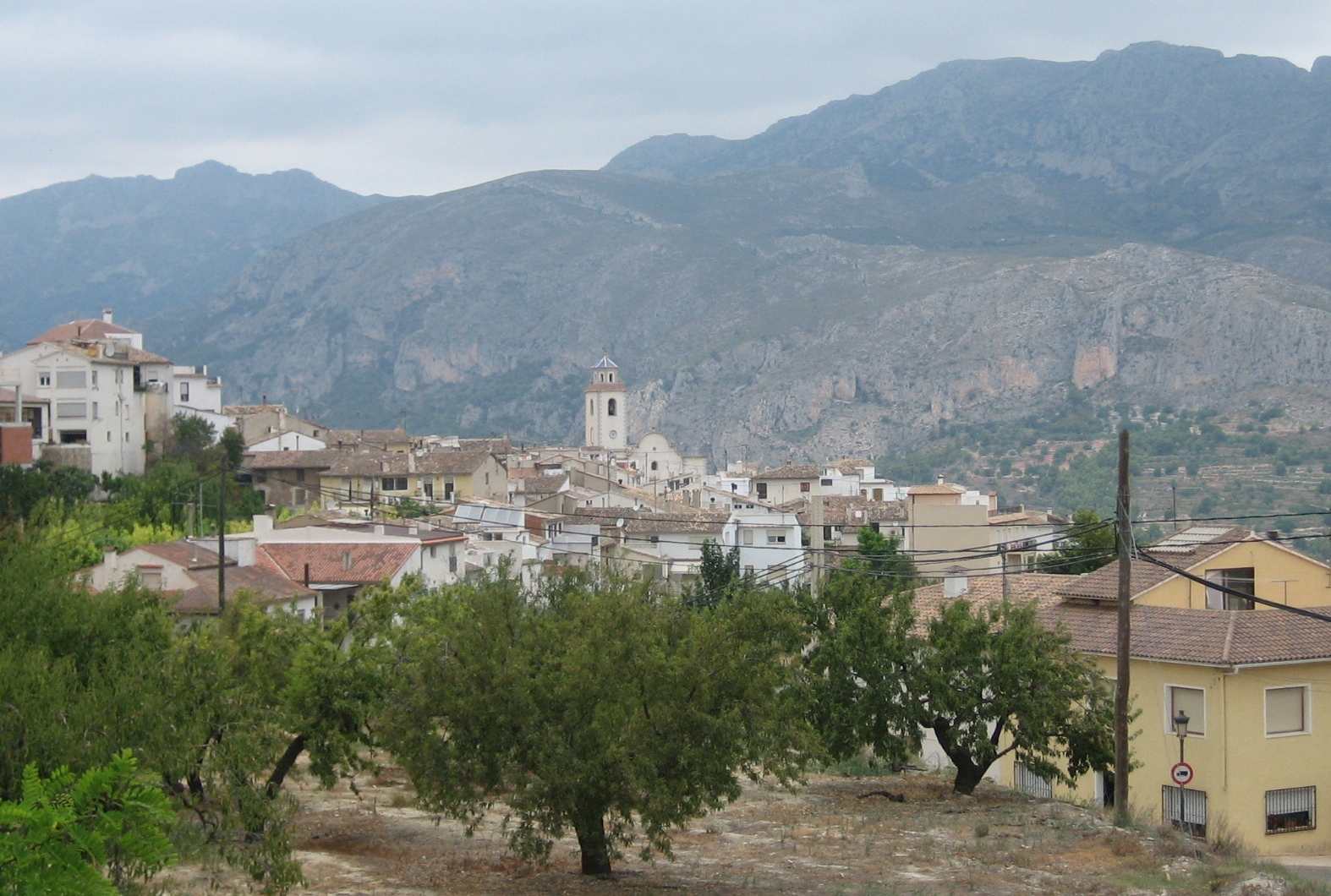
Бенімантель